# استریت‌لی، بارکشر
استریت‌لی (به انگلیسی: Streatley) یک روستا و محله مدنی در بریتانیا است که در بارکشر غربی واقع شده‌است. استریت‌لی ۱۳٫۱۴ کیلومتر مربع مساحت و ۱٬۰۶۰ نفر جمعیت دارد.